# Électrophorèse sur gel en gradient dénaturant

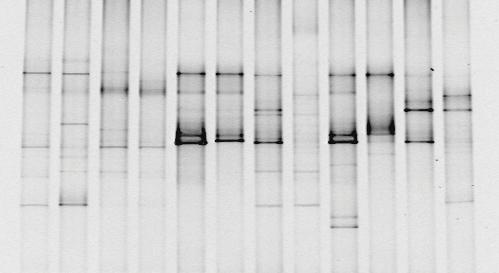
Fragments d’ADN (en négatif) montrant des gènes DGGE (en négatif).

L'électrophorèse sur gel en gradient dénaturant ou DGGE (sigle de l'anglais denaturing gradient gel electrophoresis) est une technique d'électrophorèse permettant la séparation de molécules d'acides nucléiques (ADN ou ARN) de même taille. Son principe consiste à déposer un échantillon d'acide nucléique sur un gel d'électrophorèse contenant un agent dénaturant (par exemple l'urée). Dans un gel DGGE, les fragments d'acide nucléique sont soumis à différentes concentrations croissantes en dénaturant. Les 2 brins d’ADN se séparent plus ou moins rapidement en fonction de leur composition en bases AT et GC (2 liaisons hydrogène pour AT contre 3 pour GC). Deux molécules différentes peuvent avoir des brins qui ne se sépareront pas au même moment et migreront alors différemment. La molécule la plus stable migrera plus vite que celle qui se dénaturera en premier dans le gradient (L'ADN simple brin est plus ralentit que le double brin via interactions avec la matrice).

## Applications
- Analyse de la diversité du gène de l'ARN ribosomique (16S ou 18S) de populations microbiennes naturelles (sol, milieux aquatiques)[2].
- Diagnostic direct des maladies génétiques.[réf. souhaitée]